# Andrew Nicholson
Pour les articles homonymes, voir Andrew Nicholson (basket-ball) et Nicholson.
Andrew Clifton Nicholson, né le 1er août 1961 à Te Awamutu, est un cavalier de concours complet d'équitation néo-zélandais, médaillé aux Jeux olympiques de 1996 et de 2012.
En l'an 2000, il remporte le CCI **** de Burghley en selle sur Mr Smiffy. 
En 2004, il est 2e du CCI**** de Badminton avec Lord Killinghurst, cheval avec lequel il participe aux Jeux olympiques de Hong Kong en 2008.  
Vainqueur en 2009 du CCI*** de Saumur avec Avebury et du CCI*** de Bramhan avec Néréo. 
En 2010, il termine 4e du CCI**** de Luhmühlen avec Mr Cruise Control. 
Il participe aux Jeux équestres mondiaux de Lexington où il décroche une médaille de bronze en individuel avec Néréo ainsi que la médaille de bronze par équipes aux côtés de Mark Todd, Caroline Powell et Clarke Johnstone. 
Aux Jeux olympiques de Londres en 2012, il remporte une médaille de bronze par équipes.
Il remporte le CCI**** de Burghley en selle sur Avebury en 2012 et en 2013, 2° toujours avec Avebury, 3° avec Nereo et 8° en selle sur Calico Joe. En 2013, il décroche la médaille d'argent du championnat du monde des chevaux de 6 ans au Lion d'Angers avec Jet Set